# 利斯内
利斯内（烏克蘭語：Лісне），是烏克蘭東部頓涅茨克州顿涅茨克区马基伊夫卡市镇内的市級鎮。距離頓涅茨克28公里，海拔高度174米，2012年該市級鎮人口135。